# Syphacia muris
Syphacia muris är en rundmaskart som beskrevs av Yamaguti 1941. Syphacia muris ingår i släktet Syphacia och familjen Oxyuridae. Arten är reproducerande i Sverige. Inga underarter finns listade i Catalogue of Life.